# Агенскалнс
А́генскалнс (латис. Āgenskalns; до 1919 укр. Гагенсберг, нім. Hagensberg) — мікрорайон Риги. Знаходиться в Пардаугаве (Земгальське передмістя), між вулицею Калнцієма і залізничною лінією Рига—Тукумс. Межує з  Торнякалнсом та Агенскалнськими соснами.

## Історія
На початку XX століття цей район офіційно називався Шварцгоф.

## Транспорт
Трамвай:
- № 2 вул. Тапешу — Центральний ринок (Tapešu iela — Centrāltirgus)

Автобус:
- № 4 Вул. Абренес — Пінкі (Abrenes iela — Piņķi)
- № 4z Вул. Абренес — Золітуде (Abrenes iela — Zolitude)
- № 7 Вул. Абренес — Стіпнієкі (Abrenes iela — Stipnieki )
- № 8 Вокзальна Площа — Золітуде (Stacijas laukums — Zolitude)
- № 21 Югла3 — Іманта5 (Jugla3 — Imanta5)
- № 25 Вул. Абренес — Марупе (Abrenes iela — Marupe)
- № 38 Вул. Абренес — Вул. Дзірцієма (Abrenes iela — Dzrciema iela)
- № 39 Вул. Абренес — Кладовище Лачупе (Abrenes iela — Lacupes kapi)
- № 55 Вул. Абренес — Яунмарупе

Тролейбус:
- № 5 Стадіон «Даугава» — Лікарня «Страдиня» (Stadions «Daugava» — Kliniska slimnica)